# Bishop's Castle

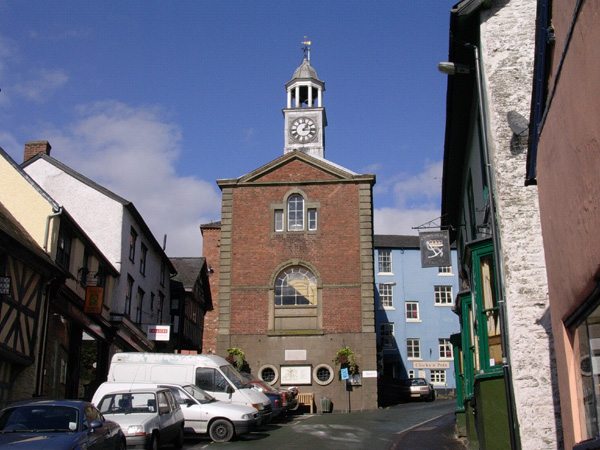
Dorpshuis

Bishop's Castle is een civil parish in het bestuurlijke gebied South Shropshire, in het Engelse graafschap Shropshire. De plaats telt 1893 inwoners.